# Toquí pissarrós
El toquí pissarós(Atlapetes schistaceus) és una espècie d'ocell de la família Passerellidae.

## Descripció
Mesura uns 18 cm aproximadament. És tot gris, té costats del cap negres i una corona vermellosa que s'estén fins al clatell. La gola és grisenca amb una franja malar ampla i blanca vorejada per una altra franja malar estreta negra. També té taques blanques al front.

## Distribució i ecologia
Es troba als boscos andins humits des de l'oest de Veneçuela, passant per Colòmbia, fins a l'Equador, amb una població disjunta al centre del Perú (A. s. taczanowskii)
S'alimenta al matolls humits montans, boscos escarabats, el sotabosc de les vores del bosc i rodals de bambú. És molt similar a l'estretament relacionat toquí de Cusco (Atlapetes canigenis) però es distingeix per tenir una gola blanquinosa i ratlles malars blanques i negres molt cridaneres i el rang d'aquests dos toquís no se superposa.

## Etimologia
El nom «Atlapetes» deriva del grec antic “Atles” que en la mitologia grega va ser un tità que va ser convertit en una muntanya. «Pets» deriva també del grec antic i significa “ocell”. L'epítet «schistaceus» significa “de color gris pissarra”.

## Taxonomia

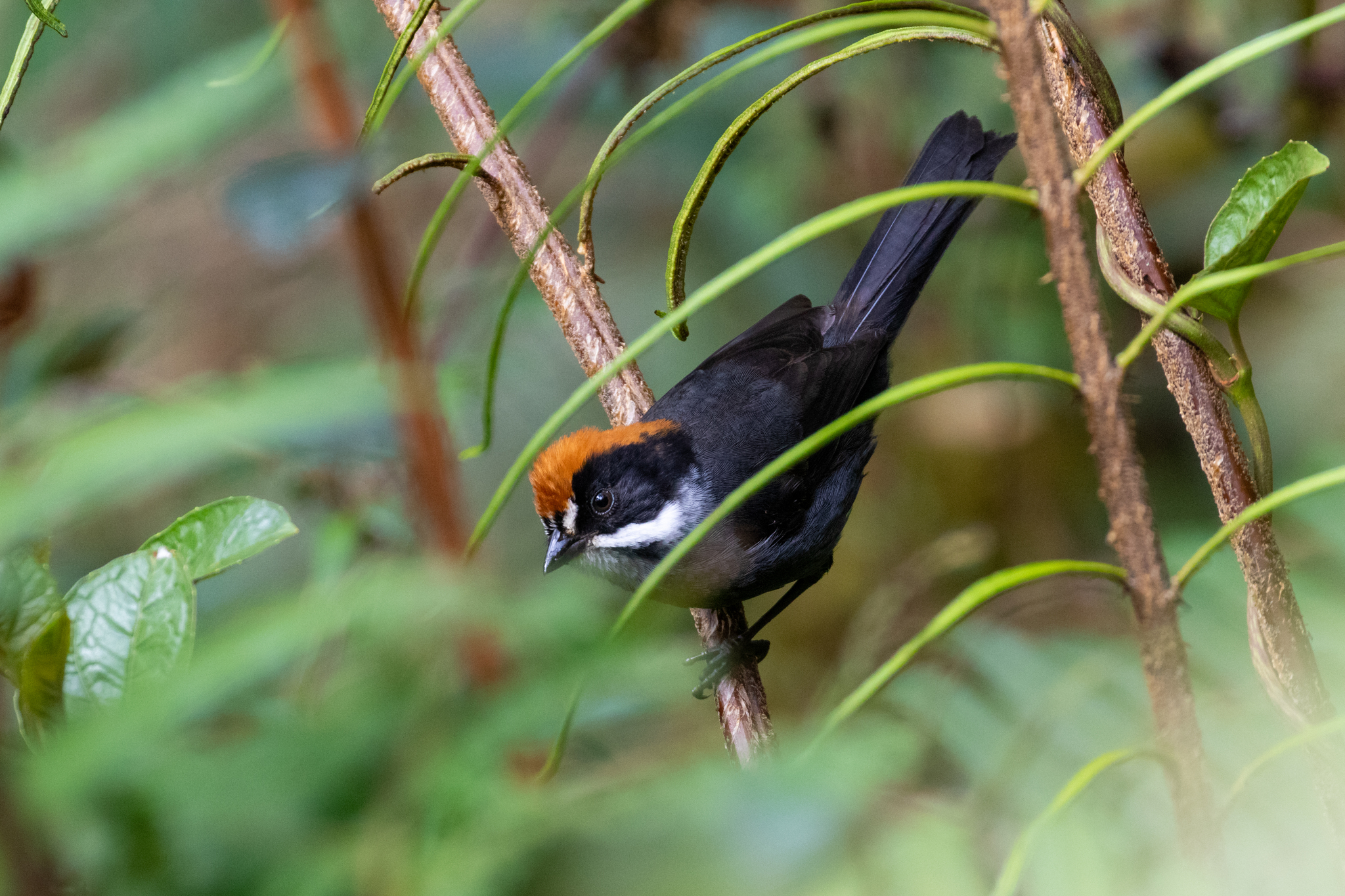
A. schistaceus taczanowskii observat al Perú.

La majoria de les autoritats taxonòmiques (Clements, IOC. ITIS) reconeixen cinc subespècies:
- A. s. fumidus (Wetmore & Phelps, 1953) es localitza a la serralada Perijá (nord de Colombià i nord-oest de Veneçuela).
- A. s. castaneifrons (Sclater & Salvin, 1875) Andes del nor-oest de Veneçuela.
- A. s. tamae (Cory, 1913) sud-oest de Táchira (nord-oest de Veneçuela) i nord de Colòmbia.
- A. s. schistaceus (Boissonneau, 1840) des del centre de Colòmbia fins Equador.
- A. s. taczanowskii (Sclater & Salvin, 1875) centre de Perú (grup monotípic).[7]